# Smučarski skoki na olimpijskih igrah
Smučarski skoki na olimpijskih igrah potekajo vse od prvih Zimskih olimpijskih iger leta 1924. Do leta 1960 je bila prirejena le ena olimpijska tekma na skakalnicah različnih velikosti okoli K70, od leta 1964 potekata dve olimpijski tekmi, na srednji in veliki skakalnici, od leta 1988 pa je bilo dodano v olimpijski program še ekipno tekmovanje na veliki skakalnici.

## Dobitniki medalj

### Srednja skakalnica posamično
| Igre                | Zlato                 | Srebro           | Bron                  |
| Innsbruck 1964      | Veikko Kankkonen      | Toralf Engan     | Torgeir Brandtzæg     |
| Grenoble 1968       | Jiří Raška            | Reinhold Bachler | Baldur Preiml         |
| Saporo 1972         | Jukio Kasaja          | Akicugu Kono     | Seidži Aoči           |
| Innsbruck 1976      | Hans-Georg Aschenbach | Jochen Danneberg | Karl Schnabl          |
| Lake Placid 1980    | Toni Innauer          | Manfred Deckert  |                       |
| Lake Placid 1980    | Toni Innauer          | Hirokazu Jagi    |                       |
| Sarajevo 1984       | Jens Weissflog        | Matti Nykänen    | Jari Puikkonen        |
| Calgary 1988        | Matti Nykänen         | Pavel Ploc       | Jiří Malec            |
| Albertville 1992    | Ernst Vettori         | Martin Höllwarth | Toni Nieminen         |
| Lillehammer 1994    | Espen Bredesen        | Lasse Ottesen    | Dieter Thoma          |
| Nagano 1998         | Jani Soininen         | Kazujoši Funaki  | Andreas Widhölzl      |
| Salt Lake City 2002 | Simon Ammann          | Sven Hannawald   | Adam Małysz           |
| Torino 2006         | Lars Bystøl           | Matti Hautamäki  | Roar Ljøkelsøy        |
| Vancouver 2010      | Simon Ammann          | Adam Małysz      | Gregor Schlierenzauer |
| Soči 2014           | Kamil Stoch           | Peter Prevc      | Anders Bardal         |

### Velika skakalnica posamično
| Igre                        | Zlato              | Srebro             | Bron                  |
| Chamonix 1924               | Jacob Tullin Thams | Narve Bonna        | Anders Haugen         |
| Sankt Moritz 1928           | Alf Andersen       | Sigmund Ruud       | Rudolf Burkert        |
| Lake Placid 1932            | Birger Ruud        | Hans Beck          | Kaare Wahlberg        |
| Garmisch-Partenkirchen 1936 | Birger Ruud        | Sven Selånger      | Reidar Andersen       |
| Sankt Moritz 1948           | Petter Hugsted     | Birger Ruud        | Thorleif Schjelderup  |
| Oslo 1952                   | Arnfinn Bergmann   | Torbjørn Falkanger | Karl Holmström        |
| Cortina d'Ampezzo 1956      | Antti Hyvärinen    | Aulis Kallakorpi   | Harry Glaß            |
| Squaw Valley 1960           | Helmut Recknagel   | Niilo Halonen      | Otto Leodolter        |
| Innsbruck 1964              | Toralf Engan       | Veikko Kankkonen   | Torgeir Brandtzæg     |
| Grenoble 1968               | Vladimir Belusov   | Jiří Raška         | Lars Grini            |
| Saporo 1972                 | Wojciech Fortuna   | Walter Steiner     | Rainer Schmidt        |
| Innsbruck 1976              | Karl Schnabl       | Anton Innauer      | Henry Glaß            |
| Lake Placid 1980            | Jouko Törmänen     | Hubert Neuper      | Jari Puikkonen        |
| Sarajevo 1984               | Matti Nykänen      | Jens Weissflog     | Pavel Ploc            |
| Calgary 1988                | Matti Nykänen      | Erik Johnsen       | Matjaž Debelak        |
| Albertville 1992            | Toni Nieminen      | Martin Höllwarth   | Heinz Kuttin          |
| Lillehammer 1994            | Jens Weissflog     | Espen Bredesen     | Andreas Goldberger    |
| Nagano 1998                 | Kazujoši Funaki    | Jani Soininen      | Masahiko Harada       |
| Salt Lake City 2002         | Simon Ammann       | Adam Małysz        | Matti Hautamäki       |
| Torino 2006                 | Thomas Morgenstern | Andreas Kofler     | Lars Bystøl           |
| Vancouver 2010              | Simon Ammann       | Adam Małysz        | Gregor Schlierenzauer |
| Soči 2014                   | Kamil Stoch        | Noriaki Kasai      | Peter Prevc           |

### Velika skakalnica ekipno
| Igre                | Zlato                                                                                    | Srebro                                                                                     | Bron                                                                                          |
| Calgary 1988        | Finska Ari-Pekka Nikkola Matti Nykänen Tuomo Ylipulli Jari Puikkonen                     | Jugoslavija Primož Ulaga Matjaž Zupan Matjaž Debelak Miran Tepeš                           | Norveška Ole Christian Eidhammer Jon Inge Kjørum Ole Gunnar Fidjestøl Erik Johnsen            |
| Albertville 1992    | Finska Ari-Pekka Nikkola Mika Laitinen Risto Laakkonen Toni Nieminen                     | Avstrija · Heinz Kuttin · Ernst Vettori · Martin Höllwarth · Andreas Felder                | Češkoslovaška František Jež Tomáš Goder Jaroslav Sakala Jiří Parma                            |
| Lillehammer 1994    | Nemčija · Hansjörg Jäkle · Christof Duffner · Dieter Thoma · Jens Weißflog               | Japonska Džinja Nišikata Takanobu Okabe Noriaki Kasai Masahiko Harada                      | Avstrija · Heinz Kuttin · Christian Moser · Stefan Horngacher · Andreas Goldberger            |
| Nagano 1998         | Japonska Takanobu Okabe Hiroja Saito Masahiko Harada Kazujoši Funaki                     | Nemčija · Sven Hannawald · Martin Schmitt · Hansjörg Jäkle · Dieter Thoma                  | Avstrija · Reinhard Schwarzenberger · Martin Höllwarth · Stefan Horngacher · Andreas Widhölzl |
| Salt Lake City 2002 | Nemčija · Sven Hannawald · Stephan Hocke · Michael Uhrmann · Martin Schmitt              | Finska Matti Hautamäki Veli-Matti Lindström Risto Jussilainen Janne Ahonen                 | Slovenija Damjan Fras Primož Peterka Robert Kranjec Peter Žonta                               |
| Torino 2006         | Avstrija · Andreas Widhölzl · Andreas Kofler · Martin Koch · Thomas Morgenstern          | Finska Tami Kiuru Janne Happonen Janne Ahonen Matti Hautamäki                              | Norveška Lars Bystøl Bjørn Einar Romøren Tommy Ingebrigtsen Roar Ljøkelsøy                    |
| Vancouver 2010      | Avstrija · Wolfgang Loitzl · Andreas Kofler · Thomas Morgenstern · Gregor Schlierenzauer | Nemčija · Michael Neumayer · Andreas Wank · Martin Schmitt · Michael Uhrmann               | Norveška Anders Bardal Tom Hilde Johan Remen Evensen Anders Jacobsen                          |
| Soči 2014           | Nemčija · Andreas Wank · Marinus Kraus · Andreas Wellinger · Severin Freund              | Avstrija · Michael Hayboeck · Thomas Morgenstern · Thomas Diethart · Gregor Schlierenzauer | Japonska Reruhi Shimizu Taku Takeuchi Daiki Ito Noriaki Kasai                                 |